# هنريك كريستيانسن
هنريك كريستيانسن (بالنرويجية البوكمول: Henrik Christiansen)‏ (مواليد 9 أكتوبر 1996) هو سبّاح نرويجي، مثّل بلاده في الألعاب الأولمبية الصيفية 2016.

## روابط خارجية
هنريك كريستيانسن على موقع الاتحاد الدولي للسباحة (الإنجليزية)
- هنريك كريستيانسن على موقع SwimRankings.net (الإنجليزية)
- هنريك كريستيانسن على موقع اللجنة الأولمبية الدولية (الإنجليزية)
- هنريك كريستيانسن على موقع أوليمبيديا (الإنجليزية)